# Герман Цопф
Герман Цопф (нім. Hermann Zopff; 1 червня 1826, Глогау , Сілезія — 12 липня 1883, Лейпциг) — німецький композитор, музикознавець та редактор.

## Біографія
Спочатку вивчав землеробство в Бреслау та Берліні. Проте в 1850 році, після відкриття Міської консерваторії Берліна (майбутньої Консерваторії Штерна), вступив до неї. Вивчав композицію під керівництвом Адольфа Бернхарда Маркса, також навчався грі на фортепіано у  Теодора Куллака. Потім в цьому ж закладі викладав теорію музики, пізніше деякий час керував в Берліні власною музичною школою. 
З 1864 року під впливом  Франца Бренделя почав співпрацювати з Новою музичною газетою, у зв'язку з чим переїхав до Лейпцига. Після смерті Бренделя в 1868 році став її співредактором. Викладав в Лейпцизькій консерваторії (серед його учнів, зокрема, Фелікс Вейнгартнер).
Цопф був прихильником і послідовником Ріхарда Вагнера, в тому числі у побудові опери на основі лейтмотиву. Крім масштабних опер «Іуда Маккавей» (1879), «Мухаммед», «Костянтин» та «Карломан» йому належать численні хорові та вокальні твори, симфонічна поема «Телль», фортепіанні п'єси. 
Крім музичних творів залишив безліч статей про музику, монографію «Основи теорії опери» (нім. Grundzüge einer Theorie der Oper, 1868), книгу «Диригент-початківець» (нім. Der Angehende Dirigent, 1881) та інші. Як відзначав у 1900 році Музичний словник Грова, Цопф «поєднував логічність, точність і сумлінність у своїй роботі з добротою, щедрістю і гостинністю в своїй громадській діяльності».